# 秋田県道57号十文字羽後鳥海線
秋田県道57号十文字羽後鳥海線（あきたけんどう57ごう じゅうもんじうごちょうかいせん）は、秋田県横手市から雄勝郡羽後町を経由し、由利本荘市を終点とする県道（主要地方道）である。

## 概要
横手市十文字町の佐賀会沖田交差点から、国道342号宮城県方面から連続して路線が始まり、すぐに湯沢横手道路を立体交差後に皆瀬川の北側をおおむね西方向へ向かう。雄物川を渡って羽後町に入ると国道398号と重複して南進し、羽後町の中心部を過ぎたあと国道398号から分岐し山間部を南西方向へ向かう。赤沢ダム、松倉ダムの北側を通り、立石峠を越えると、急カーブが続く未整備区間になり、由利本荘市鳥海町下笹子で国道108号に合流する。
1994年までは一般県道・山崎鴻屋十文字線に指定されていたが、羽後町鴻屋地区が国道398号に指定され、明治-横根峠-田代ルートから西馬音内ルートに変更したため改称し、路線の起点・終点も逆転した。
十文字地区はバイパス工事化が進み、当初（前名称時代は）十文字町上鍋倉地区から秋田県道117号野崎十文字線を分ける形で住宅街を縫うルートだったが今は工事され、南側の交差点から国道13号と直接分岐して羽後町へつながる。

### 路線データ
- 総延長 : 29.977 km[2]
- 実延長 : 26.940 km[2]
- 起点 : 秋田県横手市十文字町佐賀会字上沖田262番4（佐賀会沖田交差点、国道13号交点）[3]
- 終点 : 秋田県由利本荘市鳥海町下笹子字一の坪30番12（国道108号交点）[3]
- 未供用区間 : なし[2]

## 歴史
- 1993年（平成5年）5月11日 - 建設省から、県道山崎鴻屋十文字線の一部と県道湯沢下笹子線の一部が十文字羽後鳥海線として主要地方道に指定される[4]。
- 1994年（平成6年）4月1日 - 主要地方道に指定された区間が秋田県道に認定される[3]。

## 路線状況

### 重複区間
- 国道398号：雄勝郡羽後町新成 - 雄勝郡羽後町字大戸
- 出羽丘陵広域農道：雄勝郡羽後町西馬音内 - 雄勝郡羽後町南西馬音内

### 冬期閉鎖区間
- なし[5]

### 交通不能区間
- なし[6]

### 道路施設
- 今泉橋（雄物川）

## 地理
- 雄物川
- 赤沢ダム
- 松倉ダム
- 立石峠

### 通過する自治体
- 秋田県
  - 横手市 - 雄勝郡羽後町 - 由利本荘市

### 交差する道路
| 施設名           | 接続路線名                                         | 備考              | 所在地                                                               |
| ---------------- | -------------------------------------------------- | ----------------- | -------------------------------------------------------------------- |
| 佐賀会沖田交差点 | 国道13号 国道342号                                 | 起点              | 横手市十文字町佐賀会                                                 |
| 羽場南交差点     | 秋田県道13号湯沢雄物川大曲線                       |                   | 横手市十文字町植田字羽場北緯39度13分23.22秒 東経140度28分15.12秒     |
| 今泉橋           | 〈雄物川〉                                         |                   | 横手市十文字町睦合                                                   |
|                  | 秋田県道276号下開清水線                            | 県道276号起点     | 雄勝郡羽後町字大久保北緯39度13分33.14秒 東経140度25分52.14秒         |
| 新成支所前交差点 | 国道398号                                          |                   | 雄勝郡羽後町新成北緯39度13分14.97秒 東経140度24分42.98秒             |
|                  | 出羽丘陵広域農道                                   | 国道398号重複区間 | 雄勝郡羽後町西馬音内北緯39度12分19.35秒 東経140度24分23.05秒         |
| 大戸交差点       | 国道398号 秋田県道311号羽後雄勝線 出羽丘陵広域農道 | 県道311号起点     | 雄勝郡羽後町字大戸北緯39度11分32.54秒 東経140度24分43.03秒           |
|                  | 秋田県道275号鴻屋梺線                              | 県道275号終点     | 雄勝郡羽後町西馬音内堀回字梺北緯39度11分19.55秒 東経140度22分20.02秒 |
|                  | 秋田県道34号羽後向田館合線                         | 県道34号起点      | 雄勝郡羽後町下仙道字ミロク北緯39度10分9.85秒 東経140度19分5.51秒     |
|                  | 国道108号                                          | 終点              | 由利本荘市鳥海町下笹子                                               |

### 沿線の施設
- 五輪坂自然公園
- 羽後町役場
- 秋田県立羽後高等学校
- 羽後町立羽後病院